# John Strasberg
 (novembre 2023).
Pour les articles homonymes, voir Strasberg.
John Strasberg (né le 20 mai 1941 à New York) est un acteur et metteur en scène américain. Il est le fils de Lee et Paula Strasberg (créateurs de l'Actors Studio), et le frère de l'actrice Susan Strasberg. Il est marié à Anne Strasberg, artiste classée dans la famille des peintres naifs, primitifs et aussi parmi les folk artists.
John Strasberg a dirigé et mis en scène des productions de Shakespeare, Ibsen, O'Neill, Odets et Aristophane. Il enseigne le processus organique créatif, qui est distinct de la méthode rendue célèbre par des gens comme Stanislavski et le père de John Strasberg (méthode Strasberg).
Il a écrit un livre sur sa technique et son expérience, Accidentally on Purpose : Reflections on Life, Acting, and the Nine Natural Laws of Creativity (Réflexions sur la vie, le Jeu d’acteur, et les neuf lois naturelles de la créativité).
Dans les années 1970, il a travaillé à l'Office national du film du Canada et a été directeur exécutif de l'Institut Lee Strasberg Theater. Dans les années 1980, il cofonde The Mirror Repertory Company à New York. Son école de théâtre, John Strasberg's The Real Stage, avait des antennes à New York, Paris et Montréal. En 1996, il a ouvert John Strasberg Studios, et en 2005, a fondé the Accidental Repertory Theater, à New York.
Présent régulièrement en France, c’est la Compagnie du Nez en moins, dont il est le parrain, qui coordonne ses stages et propose tout au long de l’année une pratique artistique dans l’esprit de son enseignement.